# Beperkende factor
De beperkende factor voor een proces dat van meerdere factoren afhankelijk is, is de factor die de snelheid of de groei van het proces bepaalt doordat er slechts een gelimiteerde hoeveelheid van beschikbaar is.
Een voorbeeld uit de biologie is algenbloei: Voor de groei van een populatie algen in de zee is een groot aantal voedingsstoffen en omgevingsomstandigheden nodig. Zo is er ijzer nodig, en fosfaat, maar ook zonlicht. Bij een bepaalde populatie zal een van de voedingsstoffen of omstandigheden "op" zijn, terwijl van de anderen nog meer beschikbaar is. De groei van de algen wordt dan door deze factor beperkt; dit is dan de beperkende factor. De opbrengst van een gewas wordt volgens de wet van het minimum (wet van Liebig) bepaald door de voedingsstof die relatief het minste aanwezig is.
Wanneer van een beperkende factor aan het systeem meer wordt toegevoerd, kan het proces verder verlopen. Bij toevoeging van een zekere hoeveelheid echter wordt een andere factor beperkend, en helpt verder toevoeren niet meer. In het voorbeeld van de algenbloei kan ijzer de beperkende factor zijn. Wanneer een weinig ijzer wordt toegevoegd zullen de algen verder groeien. Wanneer veel ijzer wordt toegevoegd kan de groei niet verder toenemen omdat niet ijzer, maar bijvoorbeeld fosfaat de beperkende factor is geworden.
Toevoegen van een hoeveelheid van een factor die niet beperkend is, zal niet in groei van het proces resulteren.
Andere voorbeelden van beperkende factoren:
- Een reactant in een aflopende chemische reactie waarvoor andere reactanten in overmaat aanwezig zijn.